# Allie Long
Alexandra "Allie" Linsley Long (født 13. august 1987) er en amerikansk fodboldspiller, midtbanespiller, der spiller for Portland Thorns i National Women's Soccer League og for USA. Hun fik debut for landsholdet den 8. maj 2014 i en venskabskamp mod Canada.